# Trevor Linden

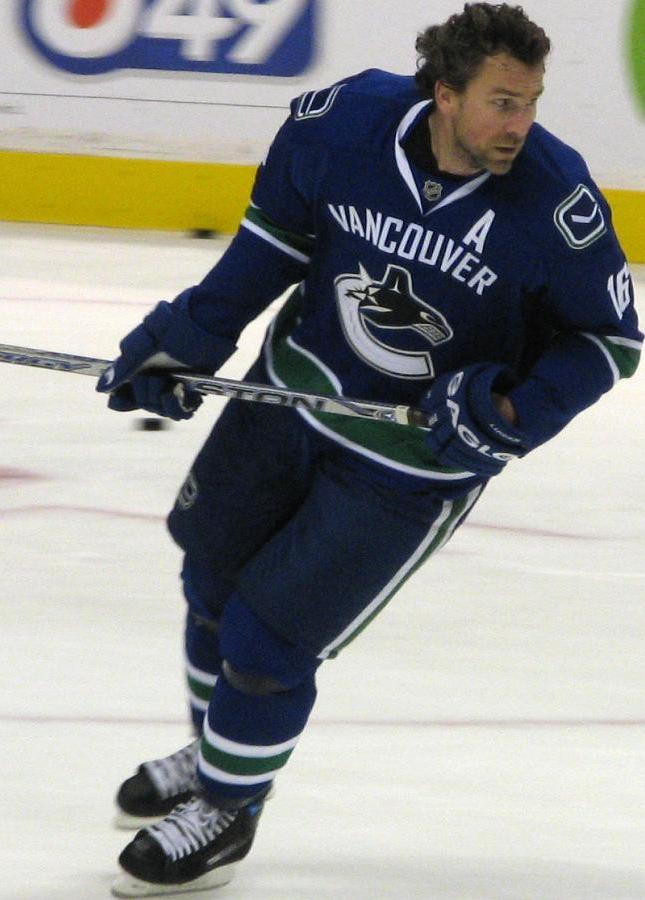
Trevor Linden

Trevor Linden (Medicine Hat (Alberta), 11 april 1970) is een voormalige Canadese ijshockeyspeler.
Hij speelde center en right wing met 4 verschillende teams. Zijn succesvolste periode beleefde hij begin jaren 90 met de Vancouver Canucks waar hij onder andere aanvoerder was van de ploeg die in 1994 de Stanley Cup-finalereeks speelde en verloor van de New York Rangers.
Linden werd in 1988 met het Canadese team jeugdwereldkampioen, won in 1991 zilver bij het wereldkampioenschap en speelde in 1998 op de Winterspelen en het wereldkampioenschap. Ook speelde hij 2 NHL All-Star wedstrijden.

## Carrière
Met het juniorenteam Medicine Hat Tigers werd hij als aanvoerder in 1987 en 1988 kampioen van de Western Hockey League en algeheel kampioen (Memorial Cup). In 1988 werd hij als tweede van iedereen gedraft door de Vancouver Canucks en benoemd als aanvoerder. Met zijn 21 jaar werd hij hierdoor een van de jongste aanvoerders ooit. Hij kreeg de bijnaam Captain Canuck. Na 20 jaar in de NHL stopte hij met ijshockey in 2008.
Verder werd hij in 1998 nog verkozen als voorzitter van de spelersbond NHLPA, waar hij nog een belangrijke rol speelde in de 2004-05 NHL-lockout onderhandelingen. Hij bleef dit voor 8 jaar. Verder is hij een veelvoudig donateur van goede doelen. Mede hierdoor won hij in 2008 de NHL Foundation Player Award, en eerder in 1997 de King Clancy Trophy.

## 1988-1998: Vancouver Canucks
Linden maakt op op 6 oktober 1988 op 18-jarige leeftijd zijn debuut tegen de Winnipeg Jets. Zijn eerste goal was al 12 dagen later tegen de New York Islanders. Zijn eerste hattrick maakte hij op 17 november tegen de Minnesota North Stars. In zijn debuutseizoen maakte hij vervolgens 30 doelpunten en gaf hij 29 assists. Hiermee werd hij topscorer van de ploeg.
Hij was de eerste rookie die de Cyclone Taylor Award won, voor de meest waardevolle Canucks-speler. Uiteraard kwam hij in het NHL All-Rookie Team, maar moest hij helaas de Calder Trophy voorbij laten gaan aan Brian Leetch.
Drie jaar later speelt hij zijn eerste wedstrijd in het NHL All-Star Team. Hij zou nog grote successen behalen, waaronder 482 wedstrijden achter elkaar zonder er één te missen, en de Stanley Cup finale die verloren werd van de New York Rangers. In de 6e wedstrijd van deze finalereeks bezorgde Rangers-aanvoerder Mark Messier Linden een gebroken neus.
Een uitspraak van Canucks-omroeper Jim Robson hierover:
"He will play! You know He will play! He will play on crutches! He will play! And it will be in Madison Square Garden, on tuesday night! The game is over! The Vancouver Canucks are going to game 7 of the Stanley Cup Finals!"
"Hij zal spelen! Je weet dat hij zal spelen! Hij zal spelen op krukken! Hij zal spelen! En het zal zijn in Madison Square Garden, op dinsdag avond! De wedstrijd is over! De Vancouver Canucks gaan naar wedstrijd nummer 7 van de Stanley Cup Finales!"

## 1998-2001: De ruzie en het vertrek
Nadat oud-Rangers-coach Mike Keenan werd aangesteld, veranderde een hoop bij de Canucks. Ironisch genoeg was hij in de Stanley Cup Finale van 1994 coach van de Rangers die toen de Canucks versloegen. Hij haalde gelijk zijn aanvoerder van toen, Mark Messier, naar Vancouver. Mark Messier, met zich mee. Mark Messier moest de nieuwe aanvoerder worden en zou Vancouver een Stanley Cup moeten bezorgen zoals hij al eerder bij de Edmonton Oilers en de Rangers had gedaan.
Met spelers als Messier, Bure en Mogilny was het verder een duur team, waar geen plaats meer was voor Linden. Hij moest vertrekken en werd met de New York Islanders geruild voor Todd Bertuzzi. Hij zou later nog naar de Montreal Canadiens en de Washington Capitals gaan voor zijn terugkeer in 2001.
Later bleek ook nog eens dat een ruzie met Keenan een grote rol had gespeeld in zijn vertrek .

## 2001-2008: Terugkeer
Hij werd terug gehaald als een held. Zijn rol bleef echter deze keer vrij beperkt. Hij speelt uiteindelijk zijn 1000ste wedstrijd voor de Canucks, en in 2008 stopt hij als speler met de meeste wedstrijden, maar zonder Stanley Cup. Wel was hij een groot stimulator voor jongere spelers, en ook zijn neusje voor de goal was er nog. Hij maakte enkele belangrijke goals in de play-offs, maar hij was absoluut niet meer de topspeler zoals in 1994.
Zijn nummer 16 wordt na 17 december 2008 nooit meer door een Canuck gedragen. Een eer die hiervoor alleen Stan Smyl toekwam.

## Carrièrestatistieken
| 1985–86    | Medicine Hat Tigers | AMHL       | 40   | 14  | 22  | 36  | 14  | —   | —  | —  | —  | —   |
| 1985–86    | Medicine Hat Tigers | WHL        | 5    | 2   | 0   | 2   | 0   | 6   | 1  | 0  | 1  | 0   |
| 1986–87    | Medicine Hat Tigers | WHL        | 72   | 14  | 22  | 36  | 59  | 20  | 5  | 4  | 9  | 17  |
| 1987–88    | Medicine Hat Tigers | WHL        | 67   | 46  | 64  | 110 | 76  | 16  | 13 | 12 | 25 | 19  |
| 1988–89    | Vancouver Canucks   | NHL        | 80   | 30  | 29  | 59  | 41  | 7   | 3  | 4  | 7  | 8   |
| 1989–90    | Vancouver Canucks   | NHL        | 73   | 21  | 30  | 51  | 43  | —   | —  | —  | —  | —   |
| 1990–91    | Vancouver Canucks   | NHL        | 80   | 33  | 37  | 70  | 65  | 6   | 0  | 7  | 7  | 2   |
| 1991–92    | Vancouver Canucks   | NHL        | 80   | 31  | 44  | 75  | 101 | 13  | 4  | 8  | 12 | 6   |
| 1992–93    | Vancouver Canucks   | NHL        | 84   | 33  | 39  | 72  | 64  | 12  | 5  | 8  | 13 | 16  |
| 1993–94    | Vancouver Canucks   | NHL        | 84   | 32  | 29  | 61  | 73  | 24  | 12 | 13 | 25 | 18  |
| 1994–95    | Vancouver Canucks   | NHL        | 48   | 18  | 22  | 40  | 40  | 11  | 2  | 6  | 8  | 12  |
| 1995–96    | Vancouver Canucks   | NHL        | 82   | 33  | 47  | 80  | 42  | 6   | 4  | 4  | 8  | 6   |
| 1996–97    | Vancouver Canucks   | NHL        | 49   | 9   | 31  | 40  | 27  | —   | —  | —  | —  | —   |
| 1997–98    | Vancouver Canucks   | NHL        | 42   | 7   | 14  | 21  | 49  | —   | —  | —  | —  | —   |
| 1997–98    | New York Islanders  | NHL        | 25   | 10  | 7   | 17  | 33  | —   | —  | —  | —  | —   |
| 1998–99    | New York Islanders  | NHL        | 82   | 18  | 29  | 47  | 32  | —   | —  | —  | —  | —   |
| 1999–00    | Montreal Canadiens  | NHL        | 50   | 13  | 17  | 30  | 34  | —   | —  | —  | —  | —   |
| 2000–01    | Montreal Canadiens  | NHL        | 57   | 12  | 21  | 33  | 52  | —   | —  | —  | —  | —   |
| 2000–01    | Washington Capitals | NHL        | 12   | 3   | 1   | 4   | 8   | 6   | 0  | 4  | 4  | 14  |
| 2001–02    | Washington Capitals | NHL        | 16   | 1   | 2   | 3   | 6   | —   | —  | —  | —  | —   |
| 2001–02    | Vancouver Canucks   | NHL        | 64   | 12  | 22  | 34  | 65  | 6   | 1  | 4  | 5  | 0   |
| 2002–03    | Vancouver Canucks   | NHL        | 71   | 19  | 22  | 41  | 30  | 14  | 1  | 2  | 3  | 10  |
| 2003–04    | Vancouver Canucks   | NHL        | 82   | 14  | 22  | 36  | 26  | 7   | 0  | 0  | 0  | 6   |
| 2005–06    | Vancouver Canucks   | NHL        | 82   | 7   | 9   | 16  | 15  | —   | —  | —  | —  | —   |
| 2006–07    | Vancouver Canucks   | NHL        | 80   | 12  | 13  | 25  | 34  | 12  | 2  | 5  | 7  | 6   |
| 2007–08    | Vancouver Canucks   | NHL        | 59   | 7   | 5   | 12  | 15  | —   | —  | —  | —  | —   |
| NHL Totals | NHL Totals          | NHL Totals | 1382 | 375 | 492 | 867 | 895 | 124 | 34 | 65 | 99 | 104 |

## Erelijst

### Internationaal
- Wereldkampioenschap Junioren: goud in 1988 (Sovjet-Unie)
- Wereldkampioenschap: zilver in 1991 (Finland)
- World Cup of Hockey: zilver in 1996

### NHL
| Award                       | Year(s) |
| --------------------------- | ------- |
| NHL All-Rookie Team         | 1989    |
| King Clancy Memorial Trophy | 1997    |
| NHL Foundation Player Award | 2008    |

### WHL en CHL
| Award                                 | Year |
| ------------------------------------- | ---- |
| WHL East Second All-Star team         | 1988 |
| Memorial Cup Tournament All-Star team | 1988 |

### Vancouver Canucks teamprijzen
| Award                  | Year |
| ---------------------- | ---- |
| Molson Cup             | 1989 |
| Cyclone Taylor Award   | 1989 |
| Most Exciting Player   | 1989 |
| Molson Cup             | 1991 |
| Cyclone Taylor Award   | 1991 |
| Cyrus H. McLean Trophy | 1991 |
| Most Exciting Player   | 1991 |
| Cyrus H. McLean Trophy | 1992 |
| Cyclone Taylor Award   | 1995 |
| Cyclone Taylor Award   | 1996 |

## Trivia
- De achternaam Linden is een verbastering van de Nederlandse achternaam Van der Linden. De grootvader van Trevor Linden emigreerde in 1929 naar Canada.